# Juan Bautista de las Casas
Juan Bautista de las Casas fue un insurgente mexicano que participó en la Independencia de México. 

## Independencia
Se incorporó a la lucha armada en San Antonio de Béjar, capital de la Provincia de Texas, cuando era Capitán de las Milicias Provinciales, sublevándose el 22 de enero y aprehendiendo al gobernador Manuel María de Salcedo y al exgobernador de Nuevo León, Simón de Herrera y Leyva, remitiéndolos a Monclova, donde se encontraba Mariano Jiménez. Jiménez, ratificó lo hecho por de las Casas y lo nombró gobernador de Texas. Días después recibió a Ignacio Aldama y a Fray Juan de Salazar. Un agente del exgobernador Manuel María de Salcedo de  apellido Zambrano lo aprehendió el 1 de marzo, liberó a los presos, devolvió los bienes a los antiguos dueños y se declaró antinsurgente. Casas por su parte fue enviado a Monclova, donde fue fusilado en marzo de 1811.